# Pavonia missionum
Pavonia missionum là một loài thực vật có hoa trong họ Cẩm quỳ. Loài này được Ekman mô tả khoa học đầu tiên năm 1909.